# GNU Hurd
GNU Hurd – jądro systemu operacyjnego opartego na architekturze mikrojądra.
Ściśle technicznie Hurd nie jest jądrem, a jedynie zbiorem uprzywilejowanych serwerów działających w przestrzeni użytkownika i dostarczających takich usług jak system plików, obsługa terminala, dysku czy sieci reszcie systemu. W jądrach monolitycznych sterowniki tego typu znajdują się w jądrze.

## Nazwa
System, którego jądrem jest Hurd, nazywa się GNU/Hurd (analogicznie do GNU/Linux) albo po prostu GNU, ponieważ Hurd jest częścią tego projektu.
Nazwa „Hurd” jest rekurencyjnym akronimem. Oznacza Hird of Unix-Replacing Daemons, „Hird” natomiast oznacza Hurd of Interfaces Representing Depth.

## Dystrybucje
Obecnie nadającymi się do użytku dystrybucjami z jądrem Hurd – poza ręczną kompilacją systemu – są Debian GNU/Hurd i ArchHurd.

## Zgodność ze standardem POSIX
Hurd jest częściowo zgodny ze standardem POSIX. Najważniejszą niezgodnością jest używanie systemu wątków Cthreads zamiast systemu określonego w standardzie POSIX (Pthreads). Planowane jest porzucenie Cthreads na rzecz Pthreads, tymczasowo istnieje biblioteka emulująca wątki Pthreads na bazie Cthreads.

## Budowa

### Mikrojądro
Obecnie Hurd używa mikrojądra Mach 4, powstałego na Uniwersytecie Carnegie-Mellon, lecz od lat pojawiają się propozycje zmiany mikrojądra. Są one wysuwane ze względu m.in. na słabą wydajność i przenośność oraz brak obsługi SMP w Mach 4.
Podjęto próbę nieoficjalnego przeniesienia Hurd na L4. Udało się uzyskać pewne sukcesy na L4Ka::Pistachio, a docelowo jest rozważana integracja z jądrem Coyotos i współpraca z jego autorami.

### Serwery
Hurd bywa nazywany „zespołem serwerów” (bazujących na Machu lub innym mikrojądrze) wykonujących konkretne zadania. Do dyspozycji są serwery uwierzytelniania, haseł, procesów itd.
Nowatorskim rozwiązaniem zastosowanym w Hurdzie jest danie użytkownikom możliwości usunięcia lub zamiany jakiegokolwiek z serwerów. Użytkownicy mogą pisać też własne pełnoprawne serwery. Obszar systemu (w sensie obszaru, z którym użytkownik nie może nic zrobić) jest ograniczony do minimum.

### Translatory
Inną ciekawą cechą jest mechanizm translatorów, działających na zasadzie filtrów nakładanych na konkretne miejsca w drzewie katalogowym (także na pliki). Za przykład translatora mógłby posłużyć mechanizm pozwalający na dostęp do zasobów FTP tak jak do zwykłego katalogu na dysku i operacje na tych zasobach tak jak na plikach lokalnych (tymi samymi narzędziami).
Współcześnie takie możliwości są oferowane w obrębie pojedynczych programów, a nie całego systemu, natomiast najbliższy odpowiednik translatorów dla systemów typu GNU/Linux to projekt FUSE (filesystem in userspace).

## Dystrybucje GNU uruchamiające Hurda

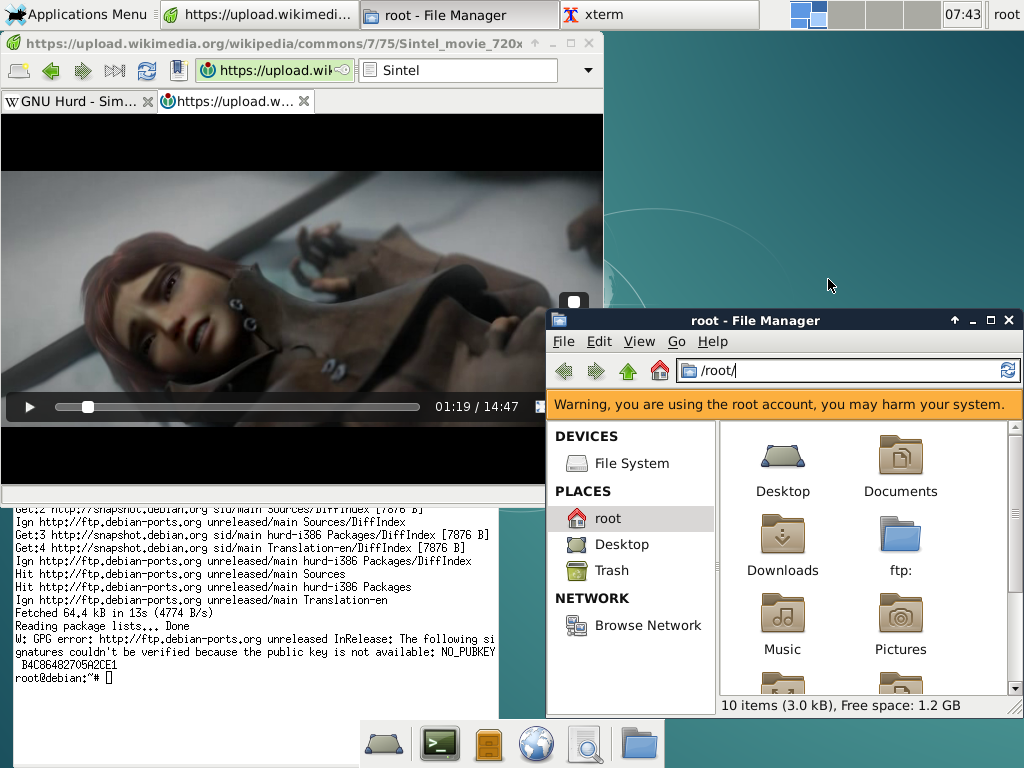
Debian GNU/Hurd ze środowiskiem graficznym Xfce4 i przeglądarką Midori

Dystrybucje GNU bazujące na Hurdzie:
- Arch Hurd,
- Debian GNU/Hurd,
- NixOS[2][3],
- Bee GNU/Hurd (rozwój przerwany),
- Gentoo GNU Hurd (rozwój przerwany),
- GNU/Hurd Live CD[4] (rozwój przerwany).